# Caspar Halbleib
Caspar Halbleib (* 1798 in Kis Dorogh, Heiliges Römisches Reich; † um 1850) war ein ungarndeutscher Kirchenmusiker und Komponist.

## Leben
Halbleib wirkte nach dem Besuch der Normalschule und Lehrerbildungsanstalt als Sänger u. a. an Kirchen in Kolovac, Komorn und Győr sowie ein Jahr lang am Dom von Temeswar unter Leitung des Domkantors Joseph Kratochwill. Von 1822 bis 1838 wirkte er als Organist, Chorleiter und Lehrer in Neuarad, einem Dorf, das heute zu Arad gehört, wo er eine Orgel und ein kleines Orchester zur Verfügung hatte. Hier entstand sein Graduale für die heilige Weihnacht für vierstimmigen Chor, Streicher, Flöte, Klarinetten, Hörner, Trompete und Orgel. Das Werk ist in einer Abschrift von Anton Leopold Hermann, einem Nachfolger Halbleibs als Organist und Kantor, aus dem Jahr 1845 erhalten und wurde nach 1900 von Josef Weninger, gleichfalls Organist in Neuarad, überarbeitet.